# 托比亚斯·福斯
托比亚斯·斯文森·福斯（挪威語：Tobias Svendsen Foss，1997年5月25日—），挪威男子自行车运动员，2014年欧洲青年公路自行车锦标赛男子计时赛铜牌得主、2015年欧洲青年公路自行车锦标赛男子计时赛银牌得主、2022年世界公路自行车锦标赛男子计时赛金牌得主。